# ریور بروسنا
ریور بروسنا (به انگلیسی: River Brosna) رودخانهای است که در ایرلند جریان دارد.